# Дерваль, Юпп
Йо́зеф (Юпп) Де́рваль (нем. Josef "Jupp" Derwall; 10 марта 1927[…], Вюрзелен, Ахен — 26 июня 2007[…], Санкт-Ингберт) — немецкий футболист, нападающий. Тренер.

## Биография
По образованию — врач.
В 1970—1978 годах — помощник главного тренера сборной Германии Хельмута Шёна. Главный тренер олимпийской сборной Германии на Играх 1972 года в Мюнхене. 
Четвёртый главный тренер сборной ФРГ по футболу за всю её историю в 1978—1984 годах. 
Получил мировое признание после больших успехов немецкой сборной в 1980-е годы. В 1980 году выиграл чемпионат Европы, а через два года завоевал серебро на чемпионате мира 1982 года в Испании. 
Сборная под руководством Дерваля провела 67 матчей (45 побед, 11 ничьих, 11 поражений). 
На чемпионате Европы 1984 года во Франции немцы не смогли выйти из группы, после чего Дерваль оставил сборную и встал у руля «Галатасарая». В 1987 привёл стамбульский клуб к титулу чемпиона Турции, после чего ушёл на пенсию.